# ماراتة رخوة
ماراتة رخوة (الاسم العلمي:Marattia laxa) هي نوع من النباتات تتبع جنس الماراتة من الفصيلة الماراتية.